# Walpole (Massachusetts)
Walpole ist eine Stadt (Town) im Norfolk County im US-Bundesstaat Massachusetts am Neponset River.
Das U.S. Census Bureau hat bei der Volkszählung 2020 eine Einwohnerzahl von 26.383 ermittelt.
Der Ort liegt gut 20 Kilometer südwestlich von Boston an der historischen Postroute von New York City.

## Wirtschaft und Infrastruktur

### Verkehr
Walpole ist verkehrstechnisch durch die Lage zwischen der Massachusetts Route 1A im Norden und dem U.S. Highway 1, der im Süden die Interstate 95 tangiert, am Kreuzungspunkt Walpole Union Station der Bahnlinien Dedham–Willimantic und Back Bay–Harrisville gut eingebunden. 
Erholungswert hat in der Stadt am Fernwanderweg Bay Circuit Trail der Francis William Bird Park.

### Sport
Das örtliche Baseballteam schaffte es 2007 in die Endrunde der Weltmeisterschaften der Kinder zwischen elf und zwölf Jahren.

## Persönlichkeiten
- Tim Clifford (* 1986), Basketballspieler
- Albert Henry DeSalvo (1931–1973), Serienmörder
- Caleb Ellis (1767–1816), Politiker
- Clifford Harrison (1927–1988), Eishockeyspieler
- Roger Turner (1901–1993), Eiskunstläufer
- Chris Wagner (* 1991), Eishockeyspieler
- Ruth Graves Wakefield (1903–1977), Gastwirtin, Köchin und Kochbuchautorin